# تفسیر کشاف
الکشاف عن حقایق التنزیل و عیون الأقاویل فی وجوه التأویل که به تفسیر کشاف شهرت دارد از کهن‌ترین و جامع‌ترین تفاسیر قرآن در قرن ۶ هجری قمری، تألیف جارالله زمخشری مکنی به ابوالقاسم و ملقب به جارالله زمخشری (۴۶۷–۵۳۸ ق) است.

## مؤلف
مؤلف این تفسیر جارالله زمخشری در سال ۴۶۷ هـ. ق در قریهٔ زمخشر از روستاهای خوارزم چشم به جهان گشود. در کودکی بر اثر سرما یک پای او را بریدند و با عصا راه می‌رفت. «ابونصر اصفهانی» و «علی بن مظفر نیشابوری» از استادان وی بودند. زمخشری در فقه، پیرو مذهب حنفی و در اصول و کلام، معتزلی مذهب بود. به سبب اقامت دو ساله‌اش در خانهٔ خدا و مجاورت مسجدالحرام به لقب جارالله (همسایه خدا) شهرت یافت و تفسیر کشاف را در این ایام نگاشت. وی در بسیاری از علوم زمانه همچون علم دین، تفسیر، اشتقاق، نحو، ادب، حدیث و بیان صاحب‌نظر و دارای تألیفات گرانبهایی است. وی پس از بازگشت از مکه در سال ۵۳۸ هـ. ق در جرجانیه درگذشت.

## معرفی تفسیر
تفسیر کشاف از بزرگ‌ترین و دقیق‌ترین متون تفسیر قرآن و در زمرهٔ تفاسیر اجتهادی است که بر دو پایهٔ احتجاج و استنباط استوار است. به سبب تحدی خداوند در قرآن و دعوت از منکران نبوت برای اثبات اعجاز بودن کتاب آسمانی مسلمانان، در طول تاریخ، تمسک به بلاغت و زیبایی‌های لفظی و معنایی قرآن و استخراج و اثبات آنها به عنوان یکی از وجوه تمایز و تباین آیات با نمونه‌های بشری، دست‌آویز بسیاری از مفسران بوده است. به همین سبب، تفسیر کشاف نیز از یک سو با تبیین، توصیف و استحصال این ظرائف معنایی و نکات بلاغی در جهت تحقق اعجاز قرآن، رویکردی زیباشناسانه می‌یابد و از سوی دیگر به جهت اتصاف زمخشری به مذهب اعتزال و تمایل وی به مباحث کلامی، در جایی که با حربهٔ عقلانیت و اجتهاد، ضمن طعن و طرد مخالفان، به قصور تفاسیر و اسرائیلیات مفسران می‌پردازد، تفسیرش رویکردی عقلانی دارد.
این تفسیر مشحون از شواهد نظم و نثر عربی و مباحث لغوی، کلامی، فقهی، بلاغی و نیز بررسی اختلاف قرائت‌ها و ترجیح اصح قرائات، و ایراد اقوال مفسران و پاسخ به آنها و نیز طرح سوالات جدید برای درگیری ذهن خواننده و تبیین وجوه مختلف تفسیری اعم از لفظی و معنایی است. گفتنی است که تفسیر کشاف اگر چه به جهت تمایل و تعصب زمخشری در مذهب اعتزال، از گذشته، محل اعتراض و اشکال بسیاری از ائمهٔ اشعری و اهل حدیث قرار داشته و شروح و ردیه‌های متعددی را بر آن نگاشته‌اند، اما به عنوان یکی از تفاسیر متقن و مورد اعتماد، در مجامع شیعی و اهل سنت محل توجه و استقبال بوده است.

## چاپ‌های تفسیر کشاف
- نخستین بار در سال ۱۸۵۶ میلادی در دو مجلد در کلکته چاپ شده است. سپس در سال ۱۲۹۱ در بولاق مصر، و در سال‌های ۱۳۰۷، ۱۳۰۸، و ۱۳۱۸ در قاهره به چاپ رسیده است.[۸] در ایران نیز متن عربی کتاب، مکرر به شکل افست چاپ می‌شده تا این که در سال ۱۳۸۹ برای اولین بار ترجمه فارسی «تفسیر کشاف» به همت  مسعود انصاری به وسیلهٔ نشر ققنوس انتشار یافت.[۹]